# 湯錦婷
湯錦婷（Tiffany Tong Kam Ting，2000年8月4日—），香港學生。

## 簡歷
湯錦婷曾就讀天水圍伊利沙伯中學舊生會湯國華中學，為該校2016至2017年度學生會主席，現已畢業，是一名本土派人士。2016年，她因中四時對時任教育局局長吳克儉示威而備受注目。同年9月，其競選團隊「凝燃」亦成功當選該學年學生會內閣。2017年，她以「學習做一個不夠體面的人」作主題為開學禮致辭，再次受到注視。

## 事件

### 校慶時對教育局局長示威
2016年3月19日，湯錦婷在時任教育局局長吳克儉出席伊利沙伯中學舊生會湯國華中學校慶活動時發起名爲「319全民黑衫反吳得掂」請願，要求全面取消全港性系統評估、普教中、簡教中和認真處理學生連續自殺等問題，但他無視學生遞交請願信而低頭玩手機，由警察護送離場。事後，她認爲吳克儉「刻意忽略學生真正的需要，只顧宣傳『一帶一路』，認為是全部資源都給了大陸人」，並於網上撰文予以譴責，文章被網民和不同媒體多次轉載。

### 開學禮致詞事件
2017年9月1日，湯錦婷在開學禮時發表致辭 ——「學習做一個不夠體面的人」。她於致詞內提及學生會內閣成員透過陸運會舉行期間背向「中共國旗」表達不滿，且聲援暑假期間不少因觸犯法律而被囚禁的社運人士，點名感謝三位顧問老師張兆聰、雷晨和黎劍鋒，而事後也被中共傳媒大肆抨擊。另外當時正在服刑的時任香港眾志主席兼前立法會議員羅冠聰曾撰寫一封信向她作出鼓勵。